# Office of Film and Literature Classification (Nuova Zelanda)
L'Office of Film and Literature Classification ("Ufficio di classificazione dei film e della letteratura"), anche conosciuto con la sigla OFLC, è il sistema di classificazione per età di film, videogiochi e letteratura in Nuova Zelanda. È stato istituito dall'"Atto di classificazione dei film, video e pubblicazioni" del 1993 (FVPC Act).

## Classificazione
| Simbolo | Nome              | Definizione |
| ------- | ----------------- | --- |
| G       | General           | Adatto ad un pubblico generale. |
| PG      | Parental Guidance | Guida dei genitori consigliata per gli spettatori più giovani.                                                                                      |
| M       | Mature            | Adatto (ma non ristretto) ad un pubblico maturo, dai 16 anni in su.                                                                                 |
| RP13    | RP13              | Vietato ai minori di 13 anni non accompagnati da un genitore o dal tutore.                                                                          |
| R13     | R13               | Vietato ai minori di 13 anni. |
| R15     | R15               | Vietato ai minori di 15 anni. |
| RP16    | RP16              | Vietato ai minori di 16 anni non accompagnati da un genitore o dal tutore.                                                                          |
| R16     | R16               | Vietato ai minori di 16 anni. |
| R18     | R18               | Vietato ai minori di 18 anni. |
| R18     | RP18              | Vietato ai minori di 18 anni non accompagnati da un genitore o dal tutore.                                                                          |
| R       | Restricted        | Limitato a una particolare classe di persone, o per scopi particolari, o entrambi, indicati dall'Ufficio di classificazione dei film e letteratura. |